# Рабочий со звездой

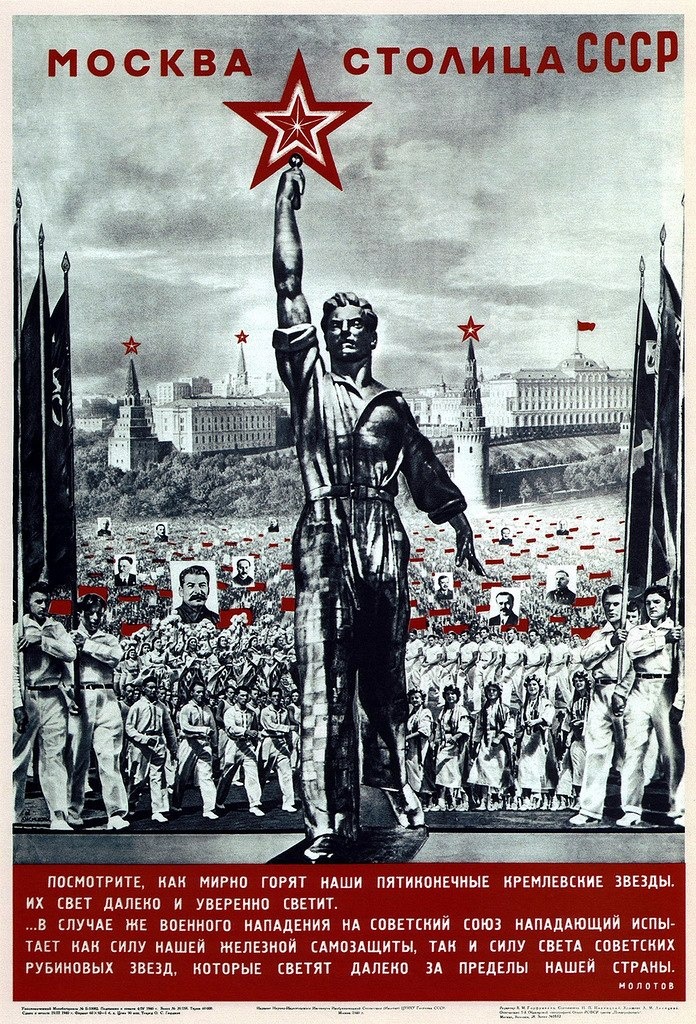
Изображение Рабочего со звездой на плакате Эль Лисицкого «Москва — столица СССР»

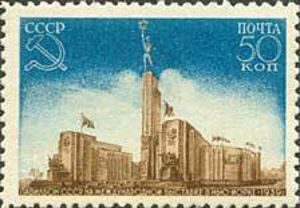
Марка с павильоном СССР на международной выставке в Нью Йорке в 1939 году

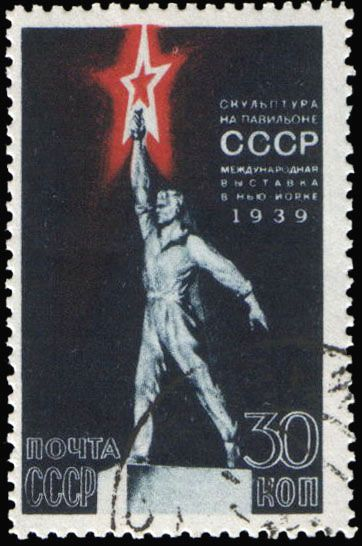
Марка со скульптурой Андреева «Рабочий со звездой»

«Рабочий со звездой» — утраченный памятник советского монументального искусства, созданный Вячеславом Андреевым. Представлял собой скульптуру мужской фигуры, которая одной рукой поднимает над собой звезду. Монумент предназначался для павильона СССР на международной выставке в Нью Йорке в 1939 году, его спроектировали и собрали в Москве, затем разделили и перевезли в США, где провели монтаж вторично.

## Описание
В конкурсе на создание фигуры для всемирной выставки Андреев обошёл таких уже именитых мастеров монументализма, как Мухина и Меркуров. Эта скульптура рабочего стала очень популярной в СССР. Её изображения тиражировались в буклетах, на плакатах и листовках. Один из плакатов со скульптурой Андреева создал Эль Лисицкий. Скульптура была из нержавеющей стали высотой 22 метра на 54-метровом порфирном обелиске и по всем оценкам являлась выдающимся произведением искусства. После завершения выставки 27 октября 1940 г. скульптуру вернули в СССР вместе с остальными частями павильона. Её планировали установить на постамент, подобно тому как поступили со скульптурой «Рабочий и колхозница». Но война этим планам помешала, что случилось со скульптурой — неизвестно, ее следы теряются.

## Копия
В то время как скульптура Вячеслава Андреева «Рабочий со звездой» стояла над советским павильоном на всемирной выставке в Нью-Йорке 1939—1940 годов, её уменьшенная копия была использована для праздничного украшения Пушкинской площади на ноябрьские праздники 1940 года. Данная копия также утеряна.